# 플로리다 관통 바지 운하

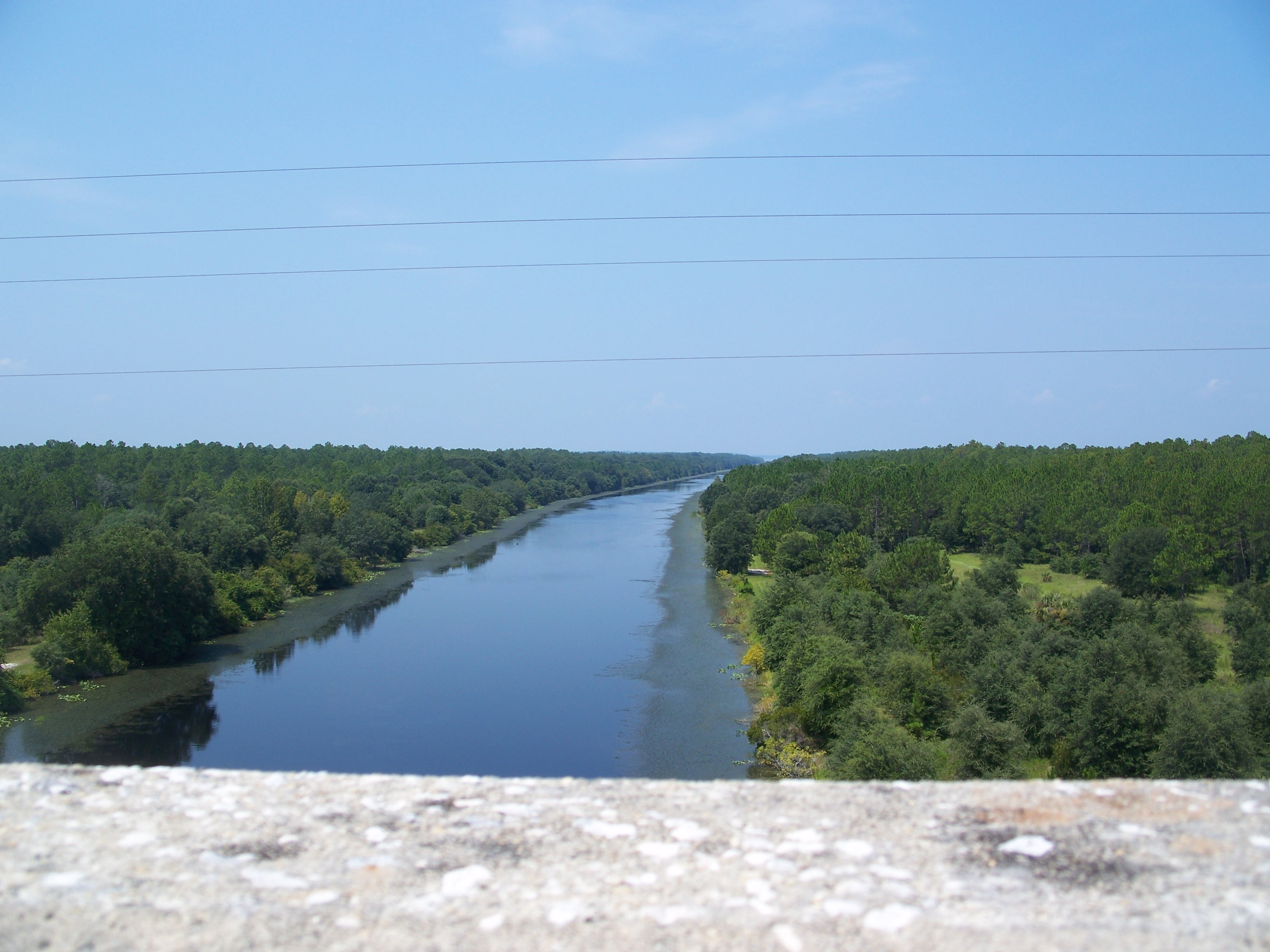
두 개의 완성된 바지 운하 중 하나

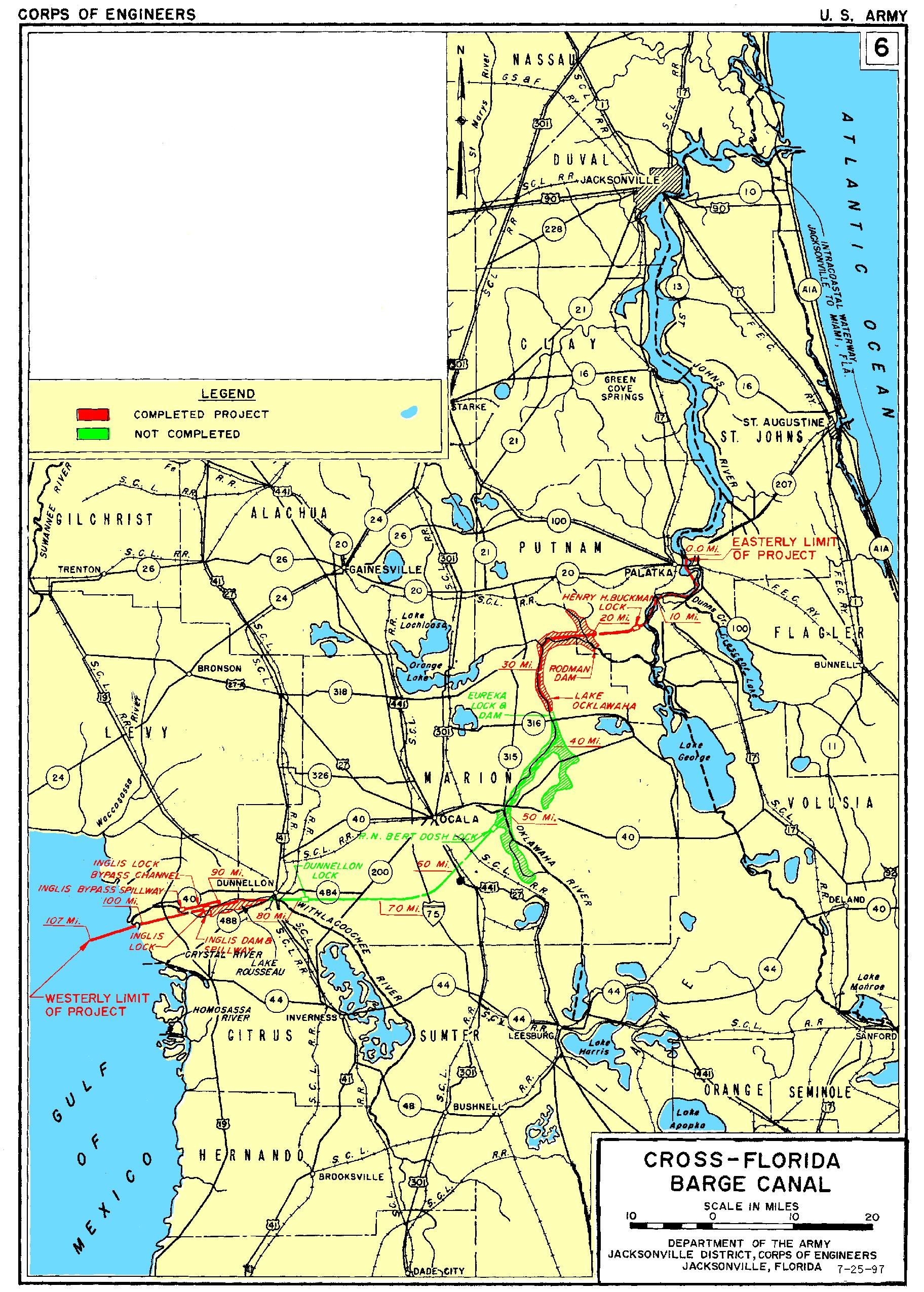
플로리다 관통 바지 운하의 지도

플로리다 관통 바지 운하(The Cross Florida Barge Canal) 프로젝트는 플로리다 반도의 북쪽 입구 107마일(약 172km)을 횡단하여 대서양과 멕시코만의 물길을 연결할 목적으로 승인 되었다(1942년 7월). 이로 인한 거리 단축 효과는 500여 마일(805km)에 달하며 한반도의 경우라면 평양과 원산을 연결하여 동해와 서해를 잇는 수로계획으로 대비할 수 있다.
깊이 12ft(3.7m), 최소 바닥 넓이는 150ft(45.7m)로 5개의 갑문(Lock)과 3개의 댐, 인공 수로를 이용하여 바지선이 통행할 수 있도록 하는 것이 초기의 목적이었으며, 최종 28%정도의 공정률을 보인 상태에서 순 공사비 7천여만 달러(당시 화폐 기준, 한화로 700억 원)를 뒤로한 채, 거의 50년이 지난 1990년 11월 공식 사망 선고가 내려졌다.

## 동기
최초 플로리다 반도 관통 계획은 1567년 스페인 국왕 필립 2세에 의해 제안되었다. 당시 기술 수준과 경제력을 비추어 볼 때 절대 성공할 수 없는 것이었지만, 무역업자들은 인근 해역에 자주 출몰하는 해적과, 허리케인을 포함한 각종 기상 악조건으로부터 자유로운 수로를 강렬히 원했다.
경제 공황으로 수많은 미국인들이 적극적으로 일자리를 요구하던 1930년대, 플로리다 정치인들은 경기회복 프로그램 중 하나로 운하를 들고 나와 연방정부에 로비를 한다. 루스벨트 대통령은 이미 여러 지역에 토목 공사를 통한 예산 지출 사업을 펼치고 있던 터라 1935년 예비비를 지원하여 운하 사업이 시작되었다. 곧 6천 개의 일자리가 생기고 땅을 파헤치기 시작한다. 습지와 약 16 제곱 킬로미터 면적에 달하는 숲을 베어내었으며, 일 만 세제곱 미터에 달하는 표토층을 걷어 버리고, 원래 주인들이었던 야생 동식물들을 쫓아 내었다. 사업은 1년 정도 진행되다가 자금 고갈과 수자원의 교란 문제를 들고 나온 반대세력으로 인해 잠정적으로 중지되었다. 1930년대에는 이미 내륙 수송의 중심이 수운으로부터 기차와 트럭으로 넘어간 상태였지만, 찬성론자들의 주장은 운하가 필요해서가 아니라 일자리 창출을 위해서 토목 공사를 벌이겠다는 것이었다.

## 의회의 승인 (1942년), 간헐적 공사
운하를 뚫으려는 토목/공병부대(Army Corps of Engineers)를 포함한 미국 내 토건족들의 로비는 결국 성공하여 1942년 미 의회의 승인을 통과한다. 그러나 한참 전쟁 중이라 필요한 예산을 충분히 확보하지 못하여 공사는 진척을 이루지 못했다. 실질적 공사 진행은 1963년 존 F. 케네디 대통령이 100만 달러(10억원)을 프로젝트에 할당하여, 그 이듬해인 64년 예산이 확보되자 가능했다. 이 시기는 달에 유인 우주선을 보내는 등, 인간이 자연을 지배할 수 있다는 "개척자 정신"이 사상적 주류를 이루었고, 습지를 개간하여 농토로 전환하는 사업에 보조금을 지불하던 때였다.
케네디 대통령이 운하 사업을 재개한 것은 대통령 선거를 앞두고 플로리다 주민들의 환심을 사기 위해서였다. 그러나 사업 재개의 가장 큰 문제점은 앞서 언급한 토목/공병부대가 당시 가능한 모든 수단을 동원하여 계산하여도 비용 대비 편익이 형편없이 작다는 데 있었다. 그들은 곧 국토 개조(land enhancement)라는 신조어를 들고 나와 사람들을 현혹시킨다.
이들이 잔혹하게 플로리다를 파괴하는 동안, 당시만 해도 유치한 수준이었던 환경운동 단체들은 어찌할 바를 모르고 우왕좌왕 하였지만, 이때 마조리 카아(Marjorie Harris Carr)라는 환경 운동 영웅이 나타났다.

## 공사 중지, 환경 운동의 대두
카아 여사는 생물학을 전공하였고 플로리다 환경 운동가였으며, 미 연방 야생동물 관련 부처의 최초 여성 공무원이었다. 여사는 플로리다 관통 운하 건설을 막고 운하와 댐으로 인해 악화된 수질과 수몰, 이로 인해 심각한 환경 피해를 입은 “오클라와하(Oklawaha)”강을 복원하는 데 노력을 기울였다. (자세한 내용은 플로리다 환경 연합이라 할 수 있는 플로리다 환경의 수호자들(Florida Defeders of the Environmental, https://web.archive.org/web/20081203233220/http://www.fladefenders.org/publications/FloridaScandal.html%29%EC%97%90%EC%84%9C 참고)
마조리 카아는 각종 토론회에서 운하 찬성론자들의 주장을 철저히 반박한다. "여기, 신에 의해 만들어진 사랑스럽고 자연적인 지역이 제 뒷마당에 있습니다. 플로리다의 일부이기도 한 이 곳이 전혀 좋지 못한 이유로 위협받고 있습니다."(Here, by God, was a piece of Florida, a lovely natural area right in my back yard, that was being threatened for no good reason.)
마조리 카아는 플로리다 관통 운하 중지에 기여한 공로로 플로리다주 정부로부터 표창을 받는다.
시민들과 환경단체의 지속적인 반대로 공사는 1971년 1월에 잠정적으로 중단되었다. 그 후 20 여 년을 방치되다가, 1991년에 가서야 공식적으로 프로젝트 계획이 취소되었다. 이미 준설된 구간은 그린벨트로 지정되어, 마조리 카아를 기리기 위해 “마조리 해리스 카아”라고 불리고 있다.

## 한반도 대운하 논쟁
한반도 대운하 건설을 둘러싼 논쟁에서, 대표적인 반대론자인 한신대학교 임석민 교수는, 강연, 언론 활동에서 이 사례를 자주 거론하고 있다.